# コビトサギ
コビトサギ（小人鷺、学名:Zebrilus undulatus）は、サギ科に分類される鳥類の一種である。本種1種でコビトサギ属を構成する。

## 分布
南アメリカ北部から中部（コロンビア東部、ベネズエラからブラジル西南部、ボリビア北部まで）に分布する。

## 形態
体長約30 cm。サギ科で最も小型の種のひとつである。頭上にはやや長めの冠羽がある（このため、サンカノゴイ亜科ではなくアオサギ亜科に分類されることもある）。頭上は黒色、翼と尾は黒褐色で、翼には淡褐色の細かい横斑が入る。体の下面は淡い黄褐色で、褐色の斑が入る。虹彩は黄色である。嘴は他のサンカノゴイ亜科の種と比べると短く厚めである。
幼鳥は、体の上面が赤褐色で、顔、頸、胸は明るい赤褐色である。

## 生態
沼地や河川沿いの森林に生息する。
魚類、両生類、甲殻類、昆虫類を捕食する。